# アーテルアストレア
アーテルアストレア（欧字名:Ater Astraea、2019年2月7日 - ）は、日本の競走馬。2023年のレディスプレリュード、2024年のクイーン賞、スパーキングレディーカップの勝ち馬である。
馬名の意味は、黒い（ラテン語）＋ギリシャ神話に登場する女神。

## 経歴

### デビュー前
2019年2月7日、北海道白老町の社台コーポレーション白老ファームで誕生。2020年のセレクトセール1歳市場にてマロンレーシングにより1000万円（税別）で落札された。その後、栗東・橋口慎介厩舎に入厩した。

### 2歳（2021年）
9月25日中京芝1400mの2歳新馬戦で鮫島克駿を背にデビューしたが10着と大敗。菱田裕二に乗り替わった10月16日新潟ダート1800mの2歳未勝利戦では好スタートからハナを奪って後続に大差をつけ逃げ切り2戦目で初勝利を飾る。12月28日阪神ダート1800mの2歳1勝クラスでは好位追走も直線で失速しブービーの12着に終わり、2歳シーズンを終えた。

### 3歳（2022年）
1月23日中京ダート1800mの3歳1勝クラスは7着、間隔を置いて5月7日のわらび賞では4着と惜敗が続いたが、6月4日中京ダート1800mの3歳上1勝クラスでは中団から差し切って2勝目を挙げる。その後、RKB賞は4着、菅名岳特別は2着と勝ち切れなかったが、12月3日の鳴海特別では最後方追走から直線で大外から追い込んで差し切り勝ちを
決めて3勝目を挙げて3歳シーズンを終えることになった。

### 4歳（2023年）
1月21日の遠州灘ステークスでは後方から鋭く脚を伸ばして3勝目を挙げ、オープン入りを果たす。オープン入り後の3戦は4着、3着、5着と惜しいレースが続いていたが、7月16日に行われた名鉄杯では中団追走から直線で鋭く脚を伸ばすと最後は好位から抜け出したメイクアリープを差し切ってオープン特別初勝利を飾った。10月5日に行われたレディスプレリュードでは主戦の菱田裕二が落馬負傷のため、武豊とのコンビで出走。後方追走から直線で外から追い込んでくると
先に抜け出したグランブリッジをクビ差で差し切って重賞初制覇を果たした。11月3日のJBCレディスクラシックでは後方から懸命に追い込んできたが勝ち馬アイコンテーラーから4馬身半差の3着に敗れる。暮れのチャンピオンズカップでは道中は後方で脚を溜めたが直線で伸び切れず9着に終わった。

### 5歳（2024年）
始動戦となった2月7日のクイーン賞では中団からしぶとく脚を伸ばし、直線で逃げ粘るテリオスベルとの激しい競り合いとなり、最後は1馬身半差をつけ快勝。ダートグレード競走2勝目をマークした。4月4日の兵庫女王盃では中団追走から徐々にポジションを上げ2周目3コーナーで一旦は先頭に並ぶも、軽快に逃げたライオットガールに突き離され2着となる。5月8日のエンプレス杯では好位追走も直線で伸びを欠き6着に終わるも、7月3日に行われたスパーキングレディーカップでは道中後方追走から直線で末脚を伸ばすと最後はキャリックアリードの追撃をクビ差で退けダートグレード競走3勝目を挙げる。秋に入り、10月1日のレディスプレリュードは後方で脚を溜め、最後の直線で鋭く脚を伸ばしたがグランブリッジの3着に敗れる。続くチャンピオンズカップでは道中最後方追走から懸命に追い上げたが7着という結果に終わる。

### 6歳（2025年）
2月23日に行われるフェブラリーステークスを引退レースとして予定していたが、主戦騎手である菱田が2月1日の小倉競馬で斜行により開催日4日間の騎乗停止処分を受けたため騎乗できず、代わって横山典弘が騎乗してレースに臨み、最後方待機から直線で脚を伸ばすも9着に終わった。その後、陣営はオーナーの意向から引退予定を延ばし、4月3日の兵庫女王盃を菱田とのコンビで臨んだ後に引退、繁殖入りする事となった。4月3日に行われた兵庫女王盃では序盤は後方2番手で待機するも向正面で仕掛け、2周目の3コーナーで一旦は先頭に立ったがテンカジョウの末脚に屈し2着に敗れ、ラストランを勝利で飾ることはできなかった。そして、4月9日をもってJRAの競走馬登録を抹消され、引退後は北海道安平町の追分ファームリリーバレーで繁殖牝馬となる。

## 競走成績
以下の内容は、JBISサーチおよびnetkeiba.comの情報に基づく。
| 競走日     | 競馬場 | 競走名                | 格     | 距離（馬場）  | 頭 数 | 枠 番 | 馬 番 | オッズ （人気） | 着順 | タイム （上がり3F） | 着差 | 騎手        | 斤量 [kg] | 1着馬（2着馬）         | 馬体重 [kg] |
| ---------- | ------ | --------------------- | ------ | ------------- | ----- | ----- | ----- | --------------- | ---- | ------------------- | ---- | ----------- | --------- | ---------------------- | ----------- |
| 2021.09.25 | 中京   | 2歳新馬               |        | 芝1400m（良） | 14    | 5     | 10    | 056.7（12人）   | 10着 | R1:23.3（34.3）     | -1.0 | 0鮫島克駿   | 54        | ヴィルチュオーズ       | 466         |
| 0000.10.16 | 新潟   | 2歳未勝利             |        | ダ1800m（稍） | 11    | 7     | 9     | 008.70（4人）   | 01着 | R1:53.1（38.7）     | -2.1 | 0菱田裕二   | 54        | （アカノストロング）   | 464         |
| 0000.12.28 | 阪神   | 2歳1勝クラス          |        | ダ1800m（良） | 13    | 8     | 13    | 014.10（4人）   | 12着 | R1:55.6（40.0）     | -2.0 | 0菱田裕二   | 54        | デリカダ               | 458         |
| 2022.01.23 | 中京   | 3歳1勝クラス          |        | ダ1800m（良） | 11    | 8     | 11    | 032.40（9人）   | 07着 | R1:56.0（40.6）     | -1.8 | 0池添謙一   | 54        | カフジオクタゴン       | 452         |
| 0000.05.07 | 新潟   | わらび賞              | 1勝    | ダ1800m（良） | 15    | 4     | 7     | 042.9（10人）   | 04着 | R1:53.5（38.2）     | -1.0 | 0菱田裕二   | 54        | メイショウユズルハ     | 456         |
| 0000.06.04 | 中京   | 3歳上1勝クラス        |        | ダ1800m（良） | 14    | 5     | 7     | 003.50（1人）   | 01着 | R1:53.0（37.4）     | -0.6 | 0菱田裕二   | 52        | （スパークルアイズ）   | 450         |
| 0000.08.28 | 小倉   | RKB賞                 | 2勝    | ダ1700m（良） | 16    | 6     | 11    | 005.90（2人）   | 04着 | R1:466.0（37.4）    | -0.3 | 0酒井学     | 51        | リアンクール           | 454         |
| 0000.10.16 | 新潟   | 菅名岳特別            | 2勝    | ダ1800m（良） | 15    | 4     | 7     | 005.00（3人）   | 02着 | R1:52.8（36.8）     | -0.6 | 0菱田裕二   | 53        | ジャズブルース         | 454         |
| 0000.12.03 | 中京   | 鳴海特別              | 2勝    | ダ1800m（良） | 15    | 2     | 3     | 002.10（1人）   | 01着 | R1:54.1（36.2）     | -0.3 | 0菱田裕二   | 54        | （ラブリーエンジェル） | 454         |
| 2023.01.21 | 中京   | 遠州灘S               | 3勝    | ダ1800m（良） | 15    | 4     | 8     | 011.60（5人）   | 01着 | R1:54.4（36.9）     | -0.1 | 0菱田裕二   | 55        | （ステイブルアスク）   | 456         |
| 0000.03.01 | 川崎   | エンプレス杯          | JpnII  | ダ2100m（良） | 10    | 5     | 5     | 008.40（4人）   | 04着 | R2:19.9（42.3）     | -1.2 | 0菱田裕二   | 55        | グランブリッジ         | 450         |
| 0000.04.30 | 東京   | ブリリアントS         | L      | ダ2100m（良） | 16    | 7     | 14    | 018.40（7人）   | 03着 | R2:10.4（36.6）     | -0.4 | 0菱田裕二   | 53        | ディクテオン           | 462         |
| 0000.06.17 | 東京   | スレイプニルS         | OP     | ダ2100m（良） | 16    | 1     | 1     | 032.2（10人）   | 05着 | R2:10.0（36.5）     | -0.7 | 0菱田裕二   | 55        | ダノンラスター         | 456         |
| 0000.07.16 | 中京   | 名鉄杯                | L      | ダ1800m（良） | 15    | 5     | 9     | 008.10（3人）   | 01着 | R1:51.7（36.7）     | -0.1 | 0菱田裕二   | 55        | （メイクアリープ）     | 450         |
| 0000.10.05 | 大井   | レディスプレリュード  | JpnII  | ダ1800m（不） | 10    | 8     | 9     | 011.00（6人）   | 01着 | R1:51.6（37.2）     | -0.0 | 0武豊       | 55        | （グランブリッジ）     | 459         |
| 0000.11.03 | 大井   | JBCレディスクラシック | JpnI   | ダ1800m（良） | 12    | 8     | 12    | 005.40（3人）   | 03着 | R1:53.8（38.8）     | -0.9 | 0M.デムーロ | 55        | アイコンテーラー       | 458         |
| 0000.12.03 | 中京   | チャンピオンズC       | GI     | ダ1800m（良） | 15    | 5     | 8     | 095.0（13人）   | 09着 | R1:51.6（37.3）     | -1.0 | 0横山武史   | 56        | レモンポップ           | 462         |
| 2024.02.07 | 船橋   | クイーン賞            | JpnIII | ダ1800m（重） | 10    | 2     | 2     | 003.30（2人）   | 01着 | R1:53.1（37.8）     | -0.3 | 0菱田裕二   | 56.5      | （テリオスベル）       | 463         |
| 0000.04.04 | 園田   | 兵庫女王盃            | JpnIII | ダ1870m（重） | 12    | 5     | 5     | 002.50（2人）   | 02着 | R2:01.1（37.7）     | -0.3 | 0菱田裕二   | 55        | ライオットガール       | 474         |
| 0000.05.08 | 川崎   | エンプレス杯          | JpnII  | ダ2100m（稍） | 12    | 8     | 12    | 008.20（4人）   | 06着 | R2:15.9（40.0）     | -1.4 | 0菱田裕二   | 55        | オーサムリザルト       | 468         |
| 0000.07.03 | 川崎   | スパーキングLC        | JpnIII | ダ1600m（稍） | 12    | 7     | 10    | 003.80（1人）   | 01着 | R1:41.5（38.4）     | -0.1 | 0菱田裕二   | 57        | （キャリックアリード） | 473         |
| 0000.10.01 | 大井   | レディスプレリュード  | JpnII  | ダ1800m（良） | 7     | 7     | 7     | 003.50（3人）   | 03着 | R1:53.3（36.4）     | -0.1 | 0武豊       | 56        | グランブリッジ         | 474         |
| 0000.12.01 | 中京   | チャンピオンズC       | GI     | ダ1800m（良） | 16    | 5     | 10    | 082.9（12人）   | 07着 | R1:50.6（36.3）     | -0.5 | 0菱田裕二   | 56        | レモンポップ           | 476         |
| 2025.02.23 | 東京   | フェブラリーS         | GI     | ダ1600m（良） | 16    | 3     | 5     | 038.90（9人）   | 09着 | R1:36.6（35.6）     | -1.0 | 0横山典弘   | 56        | コスタノヴァ           | 480         |
| 0000.04.03 | 園田   | 兵庫女王盃            | JpnIII | ダ1870m（良） | 10    | 1     | 1     | 002.40（2人）   | 02着 | R2:03.1（39.3）     | -0.3 | 0菱田裕二   | 56        | テンカジョウ           | 482         |

## 血統表
| アーテルアストレアの血統        | アーテルアストレアの血統                   | アーテルアストレアの血統                   | （血統表の出典）                           | （血統表の出典）    |
| 父系                            | サンデーサイレンス系/ヘイロー系            | サンデーサイレンス系/ヘイロー系            | サンデーサイレンス系/ヘイロー系            | [ § 2 ]             |
| 父 リーチザクラウン 2006 青鹿毛 | 父の父スペシャルウィーク 1995 黒鹿毛       | *サンデーサイレンス                        | Halo                                       | Halo                |
| 父 リーチザクラウン 2006 青鹿毛 | 父の父スペシャルウィーク 1995 黒鹿毛       | *サンデーサイレンス                        | Wishing Well                               |                     |
| 父 リーチザクラウン 2006 青鹿毛 | 父の父スペシャルウィーク 1995 黒鹿毛       | キャンペンガール                           | マルゼンスキー                             | マルゼンスキー      |
| 父 リーチザクラウン 2006 青鹿毛 | 父の父スペシャルウィーク 1995 黒鹿毛       | キャンペンガール                           | レディーシラオキ                           |                     |
| 父 リーチザクラウン 2006 青鹿毛 | 父の母クラウンピース 1997 鹿毛             | Seattle Slew                               | Bold Reasoning                             | Bold Reasoning      |
| 父 リーチザクラウン 2006 青鹿毛 | 父の母クラウンピース 1997 鹿毛             | Seattle Slew                               | My Charmer                                 |                     |
| 父 リーチザクラウン 2006 青鹿毛 | 父の母クラウンピース 1997 鹿毛             | *クラシッククラウン                        | Mr. Prospector                             | Mr. Prospector      |
| 父 リーチザクラウン 2006 青鹿毛 | 父の母クラウンピース 1997 鹿毛             | *クラシッククラウン                        | Six Crowns                                 |                     |
| 母 スターズインヘヴン 2014 鹿毛 | 母の父*ワークフォース 2007 鹿毛            | *キングズベスト                            | Kingmambo                                  | Kingmambo           |
| 母 スターズインヘヴン 2014 鹿毛 | 母の父*ワークフォース 2007 鹿毛            | *キングズベスト                            | Allegretta                                 |                     |
| 母 スターズインヘヴン 2014 鹿毛 | 母の父*ワークフォース 2007 鹿毛            | Soviet Moon                                | Sadler's Wells                             | Sadler's Wells      |
| 母 スターズインヘヴン 2014 鹿毛 | 母の父*ワークフォース 2007 鹿毛            | Soviet Moon                                | Eva Luna                                   |                     |
| 母 スターズインヘヴン 2014 鹿毛 | 母の母ハンドレッドスコア 2003 黒鹿毛       | *ホワイトマズル                            | *ダンシングブレーヴ                        | *ダンシングブレーヴ |
| 母 スターズインヘヴン 2014 鹿毛 | 母の母ハンドレッドスコア 2003 黒鹿毛       | *ホワイトマズル                            | Fair of the Furze                          |                     |
| 母 スターズインヘヴン 2014 鹿毛 | 母の母ハンドレッドスコア 2003 黒鹿毛       | サンデーエイコーン                         | *サンデーサイレンス                        | *サンデーサイレンス |
| 母 スターズインヘヴン 2014 鹿毛 | 母の母ハンドレッドスコア 2003 黒鹿毛       | サンデーエイコーン                         | エイコーンカップ                           |                     |
| 母系(F-No.)                     | セレタ(GB)系(FN:1-b)                       | セレタ(GB)系(FN:1-b)                       | セレタ(GB)系(FN:1-b)                       | [ § 3 ]             |
| 5代内の近親交配                 | サンデーサイレンス 3x4, Mr. Prospector 4x5 | サンデーサイレンス 3x4, Mr. Prospector 4x5 | サンデーサイレンス 3x4, Mr. Prospector 4x5 | [ § 4 ]             |
| 出典                            | 1. 2. 3. 4.                                | 1. 2. 3. 4.                                | 1. 2. 3. 4.                                | 1. 2. 3. 4.         |

- 伯父に2018年マーチステークス勝ち馬のセンチュリオン。
- 5代母ダイナエイコーンは1985年新潟3歳ステークス勝ち馬。またその半兄に1986年中山大障害（春）勝ち馬のライバコウハクがいる。
- 9代母英月（競走馬名テツバンザイ）は1941年優駿牝馬勝ち馬。